# Hoogstraten
Hoogstraten és un municipi belga de la província d'Anvers a la regió de Flandes. Està compost per les seccions de Hoogstraten, Meer, Minderhout, Wortel i Meerle. Limita al nord amb Breda, al nord-est amb Alphen-Chaam, a l'oest amb Zundert, a l'est amb Baarle-Hertog i Baarle-Nassau, al sud-oest amb Brecht i Wuustwezel, al sud amb Rijkevorsel i al sud-est amb Merksplas.

## Evolució demogràfica

### Seglexix
| Any      | 1806 | 1816 | 1830 | 1846 | 1856 | 1866 | 1876 | 1880 | 1890 |
| -------- | ---- | ---- | ---- | ---- | ---- | ---- | ---- | ---- | ---- |
| Població | 1470 | 1346 | 1856 | 2288 | 2443 | 1942 | 1961 | 2038 | 2266 |
|          |      |      |      |      |      |      |      |      |      |

### Segle XX
| Any      | 1900 | 1910 | 1920 | 1930 | 1947 | 1961 | 1970 | 1976 |  |
| -------- | ---- | ---- | ---- | ---- | ---- | ---- | ---- | ---- |  |
| Població | 2709 | 2855 | 2877 | 2840 | 3872 | 4200 | 4381 | 4426 |  |
|          |      |      |      |      |      |      |      |      |  |

### De 1977 ençà
| Any      | 1977   | 1980   | 1985   | 1990   | 1995   | 2000   | 2005   |
| -------- | ------ | ------ | ------ | ------ | ------ | ------ | ------ |
| Població | 13.865 | 14.260 | 14.850 | 15.615 | 16.499 | 17.751 | 18.512 |
| Font:NIS |        |        |        |        |        |        |        |

## Llista de Burgmestres
- 1818-1830: François de Boungne
- 1830-1831: J.H. de Keirsmaekers
- 1831-1832: Jan Baptist Laurijssen
- 1832-1869: Cornelius Mercelis
- 1870-1871: Josephus de Boungne
- 1871-1876: Franciscus Vermeulen
- 1877-1911: Henricus Brosens
- 1912-1927: Alfons Van Hoof
- 1927-1933: Renaat Van den Kieboom
- 1933-1941: Jan Brosens
- 1941-1944: Piet Gommers
- 1944-1947: Antoon Brosens
- 1947-1954: Camille Thirion
- 1954-1959: Henri Brosens
- 1959-1963: Jozef Bastiaens
- 1963-1971: Henri Brosens
- 1971-1977: Jos Van Aperen
- 1977-1982: Alfons Sprangers
- 1983-1988: Jos Van Aperen
- des de 1989: Arnold Van Aperen

Font: Leunen, M. (1982) Hoogstraten. Historisch fotoboek